# Жервени
Жервени (грч. Άγιος Αντώνιος, до 1928. грч. Ζέρβαινη) је насељено место у општини Костур у периферији Западна Македонија, Грчка. Према попису из 2021. године било је 39 становника.
Према бугарском географу и историчару, Василу Канчову, у Жервену је 1900. године живело 430 Словена муслимана. Почетком друге половине 18. века, мештани Жервена због притиска и веће сигурности за живот су прешли на ислам, док они који нису хтели примити нову веру, побегли су у суседна села. Године 1924. муслиманско становништво је принудно исељено у Турску а на њихово место су насељене грчке избегличке породице из Турске.